# 小行星6554
小行星6554（英語：6554 Takatsuguyoshida）是一颗围绕太阳公转的小行星。1989年10月28日，水野義兼、古田俊正在可儿市发现了此天体。
这颗小行星的绝对星等为145.9558868048434等。